# غوستافو غونزاليس لوبيز
غوستافو غونزاليس لوبيز (بالإسبانية: Gustavo González López) هو سياسي فنزويلي، ولد في 1901 في فنزويلا.